# Biała plamistość liści truskawki

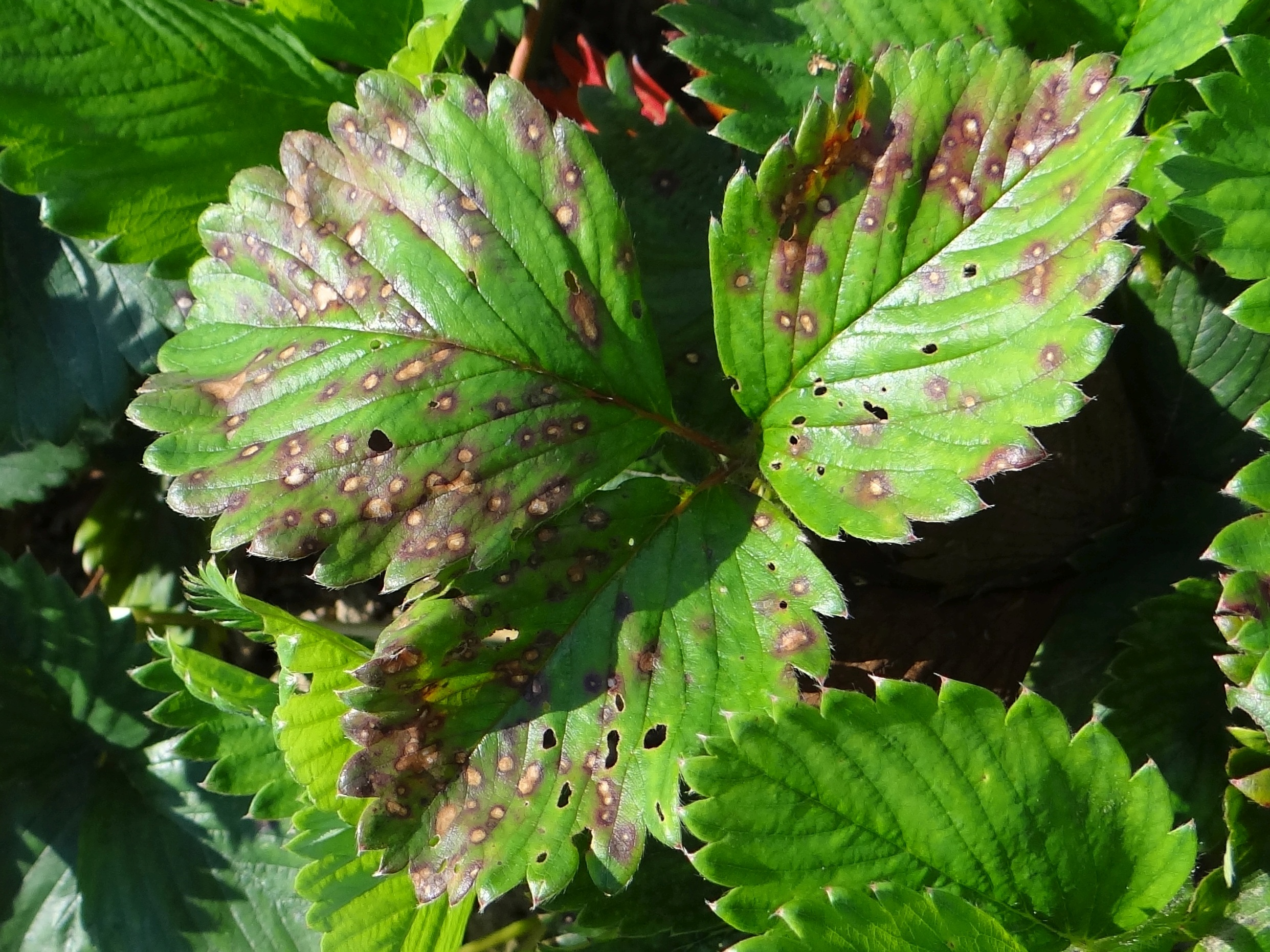
Objawy na liściu

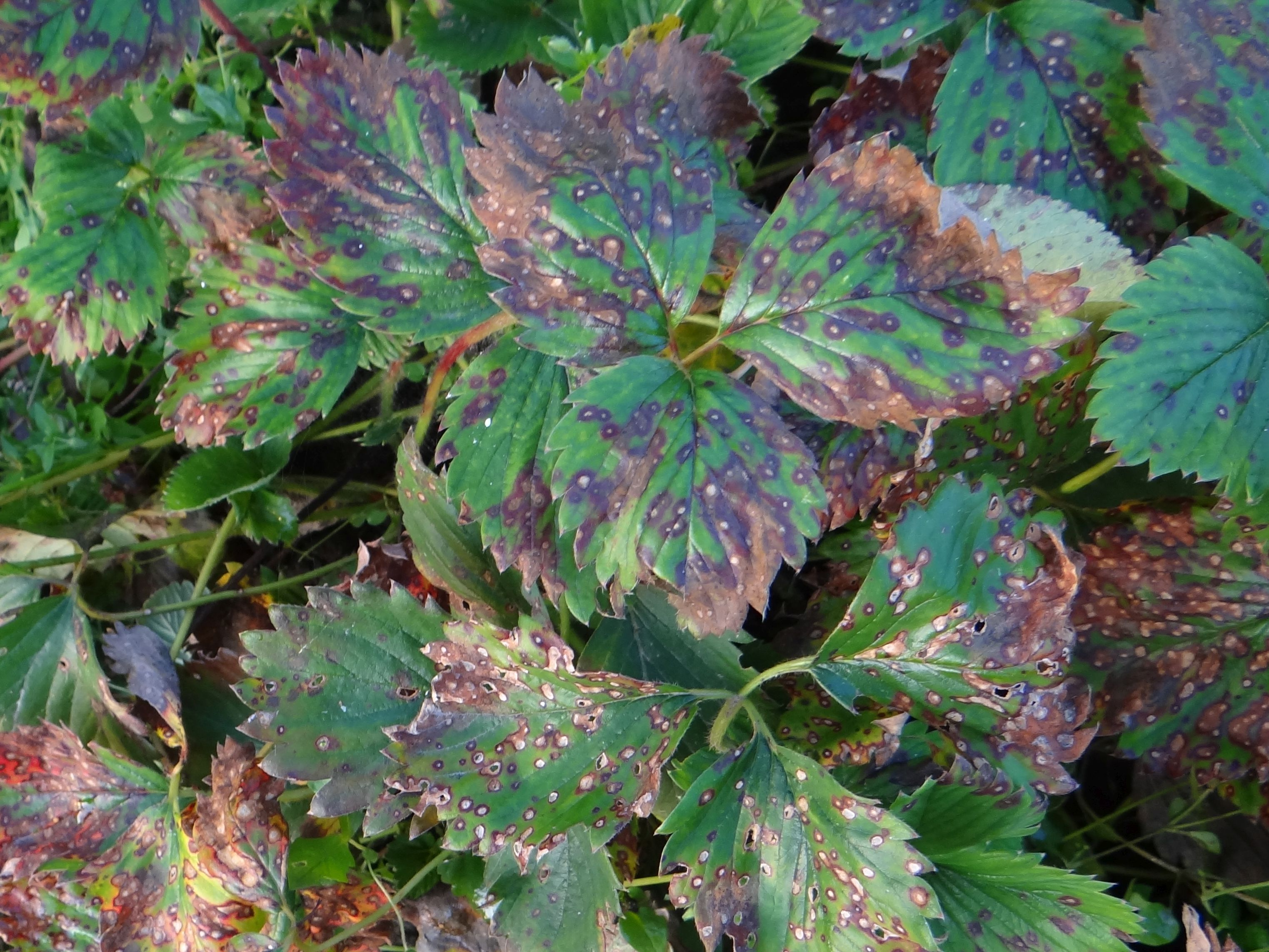
Liście silnie porażone

Biała plamistość liści truskawki (ang. leaf blight of strawberry, leaf spot of strawberry) – grzybowa choroba roślin atakująca truskawki i poziomki. Wywołuje ją grzyb Ramularia grevilleana, którego anamorfą jest Mycosphaerella fragariae.

## Występowanie i szkodliwość
Choroba występuje we wszystkich rejonach uprawy truskawek i poziomek na świecie. W Polsce jest bardzo powszechna, nie wyrządza jednak większych szkód. Istotne szkody może wyrządzić głównie w wilgotnych latach na matecznikach truskawek. Silnie porażone przez tę chorobę sadzonki nie nadają się do zakładania plantacji.
Na malinach i jeżynach występuje bardzo podobna choroba – biała plamistość liści maliny, wywołana przez spokrewniony gatunek Microsphaerella rubi.

## Objawy
Początkowo na liściach pojawiają się okrągłe, jasnoszare lub szarobrunatne plamy otoczone brunatnoczerwoną, czasami nieco fioletową obwódką. Początkowo są niewielkie, ale stopniowo powiększają się, osiągając wielkość od 2 do 12 mm. Zazwyczaj na tej samej roślinie, a nawet na tej samej plantacji plamy mają podobną wielkość. Zaobserwowano natomiast, że wielkość plam jest różna na różnych plantacjach, lub na tej samej plantacji w różnych latach. Prawdopodobnie zależy to od podatności odmiany na chorobę, zapewne istnieją też różne formy grzyba różniące się patogenicznością. Plamy rozrastając się mogą się z sobą zlewać, mogą też występować na ogonkach liściowych, pędach kwiatostanowych i na rozłogach. Liście silnie porażone zamierają. W czasie wilgotnej pogody na plamach pojawia się delikatny, szary nalot złożony z konidioforów i zarodników grzyba.
Objawy są bardzo podobne do wczesnych stadiów czerwonej plamistości liści truskawki wywołanej przez Diplocarpon earlianum.

## Epidemiologia
Pasożytem jest forma bezpłciowa (anamorfa). Grzyb zimuje głównie w postaci pseudosklerot na martwych liściach truskawki. Powstające w nich wiosną zarodniki konidialne dokonują infekcji pierwotnej na młodych liściach truskawki. Rozwijająca się w tkance miękiszowej liści grzybnia patogena tworzy zarodniki konidialne, które wydostają się przez aparaty szparkowe na zewnątrz, Roznoszone przez krople deszczu dokonują infekcji wtórnej na innych roślinach na plantacji. Częste opady deszczów sprzyjają takim infekcjom. W okresie wegetacji grzybnia wytwarza zazwyczaj 3-4 pokoleń zarodników konidialnych. Choroba szczególnie szybko rozprzestrzenia się po zbiorze owoców. Prawdopodobnie przyczyną tego jest fakt, że młode i silnie omszone liście są mniej podatne na infekcję od starszych.
Forma płciowa (teleomorfa) rozwija się jako saprotrof na obumarłych liściach, na których powstają pseudotecja wytwarzające askospory. Askospory również mogą dokonywać infekcji pierwotnej, jednak ich znaczenie jest znikome, gdyż forma płciowa pojawia się rzadko.

## Ochrona
Opryskiwania chemiczne stosowane do zwalczania szarej pleśni zwalczają również białą plamistość liści truskawki. Przy wilgotnej pogodzie należy je kontynuować również po zbiorze owoców, zarówno na plantacjach, jak i matecznikach. Stosuje się w tym celu fungicydy zawierające tiofanat metylowy oraz niektóre triazole (np. tetrakonazol) i strobiluryny (np. trifloksystrobina). Należy wykonać po zbiorze owoców jeszcze 2-3 opryskiwania tymi preparatami. Jeśli plantacja jest silnie porażona, zaleca się po zbiorze owoców skosić liście i starannie usunąć je z plantacji. W przydomowych uprawach truskawek zaleca się pominięcie ochrony chemicznej, a jedynie skoszenie liści po zbiorze i staranne ich usunięcie.
Różne kultywary truskawek różnią się odpornością na tę chorobę, jednak cecha ta nie odgrywa istotnej roli przy wyborze odmiany do uprawy – dużo większe znaczenie mają inne cechy odmian.